# Barbula pertorquescens
Barbula pertorquescens är en bladmossart som beskrevs av Brotherus 1918. Barbula pertorquescens ingår i släktet neonmossor, och familjen Pottiaceae. Inga underarter finns listade i Catalogue of Life.